# Vela nos Jogos Olímpicos de Verão de 2004 - Mistral One Design masculino
As provas masculinas da classe Mistral One Design da vela nos Jogos Olímpicos de Verão de 2004 ocorreram entre 15 e 25 de agosto daquele ano no Centro Olímpico de Vela Agios Kosmas, em Atenas, na Grécia. O programa compunha onze regatas. Para esta classe, houve 34 velejadores de 34 nações inscritas.

## Calendário
| ● | Regatas práticas | ● | Dias de competição | ● | Último dia das regatas |

| Data               | Agosto | Agosto | Agosto | Agosto | Agosto          | Agosto          | Agosto | Agosto | Agosto | Agosto | Agosto          | Agosto | Agosto          | Agosto | Agosto | Agosto | Agosto | Agosto |
| Data               | 12 Qui | 13 Sex | 14 Sáb | 15 Dom | 16 Seg          | 17 Ter          | 18 Qua | 19 Qui | 20 Sex | 21 Sáb | 22 Dom          | 23 Seg | 24 Ter          | 25 Qua | 26 Qui | 27 Sex | 28 Sáb | 29 Dom |
| ------------------ | ------ | ------ | ------ | ------ | --------------- | --------------- | ------ | ------ | ------ | ------ | --------------- | ------ | --------------- | ------ | ------ | ------ | ------ | ------ |
| Mistral One Design | ●      | ●      |        | ●      | Dia de descanso | Dia de descanso | ● ●    | ●      | ● ●    | ● ●    | Dia de descanso | ● ●    | Dia de descanso | ●      |        |        |        |        |

## Medalhistas
Gal Fridman finalizou a competição em primeiro lugar, tendo dominado grande parte das regatas, e conquistou a medalha de ouro. A prata firmou-se com o grego Nikolaos Kaklamanakis. Por fim, a medalha de bronze ficou com Nick Dempsey, da Grã-Bretanha.
|  | ISR Israel  |  | GRE Grécia            |  | GBR Grã-Bretanha |
|  | Gal Fridman |  | Nikolaos Kaklamanakis |  | Nick Dempsey     |

## Resultados
Estes foram os resultados da competição:
| Pos.              | Velejadores                    | Regatas | Regatas | Regatas | Regatas | Regatas | Regatas | Regatas | Regatas | Regatas | Regatas | Regatas | Pontos |
| Pos.              | Velejadores                    | 1       | 2       | 3       | 4       | 5       | 6       | 7       | 8       | 9       | 10      | 11      | Pontos |
| ----------------- | ------------------------------ | ------- | ------- | ------- | ------- | ------- | ------- | ------- | ------- | ------- | ------- | ------- | ------ |
| Medalha de ouro   | ISR Gal Fridman                | 8       | 3       | 5       | 5       | 1       | 7       | 5       | 1       | 8       | 5       | 2       | 42     |
| Medalha de prata  | GRE Nikolaos Kaklamanakis      | 1       | 4       | 4       | 14      | 6       | 13      | 2       | 3       | 5       | 4       | 10      | 52     |
| Medalha de bronze | GBR Nick Dempsey               | 2       | 11      | 15      | 10      | 2       | 9       | 1       | 10      | 1       | 6       | 1       | 53     |
| 4                 | BRA Ricardo Santos             | 4       | 6       | 2       | 1       | 5       | 17      | 7       | 2       | 9       | 1       | 17      | 54     |
| 5                 | POL Przemyslaw Miarczynski     | 6       | 1       | 1       | 15      | 10      | 6       | 9       | 16      | 2       | 7       | 20      | 73     |
| 6                 | POR João Rodrigues             | 10      | 2       | 22      | 9       | 3       | 5       | 4       | OCS     | 7       | 8       | 8       | 78     |
| 7                 | CHN Zhou Yuanguo               | 19      | 9       | 21      | 3       | 8       | 1       | 11      | 4       | 12      | 14      | 3       | 84     |
| 8                 | AUS Lars Kleppich              | 9       | 12      | 10      | 4       | 13      | 2       | 8       | 6       | 6       | 31      | 14      | 84     |
| 9                 | FRA Julien Bontemps            | 5       | DSQ     | 9       | 8       | 12      | 11      | 6       | 14      | 4       | 2       | 18      | 89     |
| 10                | NZL Tom Ashley                 | 17      | 7       | 3       | 18      | 14      | 8       | 14      | 18      | 3       | 3       | 11      | 98     |
| 11                | TUR Ertugrul Icingir           | 7       | 17      | 8       | 6       | 4       | 16      | 3       | OCS     | 19      | 12      | 13      | 105    |
| 12                | ESP Ivan Pastor                | 15      | 10      | 11      | 2       | 9       | OCS     | 18      | 15      | 10      | 18      | 4       | 112    |
| 13                | CYP Andreas Cariolou           | 3       | 21      | 6       | 20      | 7       | 18      | 13      | 11      | 24      | 16      | 21      | 136    |
| 14                | HKG Chi Ho Ho                  | 21      | 22      | 13      | 24      | 18      | 3       | 17      | 7       | 21      | 9       | 7       | 138    |
| 15                | ARG Mariano Reutemann          | 29      | 5       | 24      | 7       | 23      | 23      | 15      | 13      | 11      | 10      | 9       | 140    |
| 16                | MEX David Mier y Terán         | 11      | 15      | 12      | 19      | 11      | 14      | 19      | 5       | 16      | 20      | 26      | 142    |
| 17                | UKR Maxim Oberemko             | 20      | 14      | 7       | 13      | 20      | 20      | DSQ     | 9       | 26      | 11      | 6       | 146    |
| 18                | INA I Gusti Made Oka Sulaksana | 18      | 19      | 19      | 12      | 25      | 10      | 21      | 26      | 14      | 17      | 12      | 167    |
| 19                | JPN Motokazu Kenjo             | 16      | 23      | 18      | 23      | OCS     | 4       | 12      | 12      | 15      | 19      | 28      | 170    |
| 20                | NED Joeri van Dijk             | 26      | 18      | 16      | 17      | 28      | 15      | 10      | 17      | 13      | 26      | 19      | 177    |
| 21                | THA Arun Homraruen             | 26      | 29      | 20      | DSQ     | 15      | 30      | 26      | 21      | 17      | 13      | 5       | 189    |
| 22                | HUN Aron Gadorfalvi            | 12      | 16      | 17      | 26      | 24      | 24      | 22      | 8       | 18      | 27      | 25      | 192    |
| 23                | TUN Foued Ourabi               | 23      | 31      | 27      | 21      | 21      | 19      | 25      | 19      | 25      | 15      | 16      | 211    |
| 24                | SUI Richard Stauffacher        | 28      | 13      | 14      | 25      | OCS     | 22      | 24      | 20      | 22      | 23      | OCS     | 222    |
| 25                | VEN Carlos Julio Flores Perez  | 25      | 30      | 26      | 11      | 16      | 25      | 28      | 27      | 27      | 24      | 23      | 232    |
| 26                | ITA Riccardo Giordano          | 13      | 8       | 29      | 22      | 19      | 21      | 20      | OCS     | 32      | DNF     | DNS     | 234    |
| 27                | KOR Ok Duck-pil                | 16      | 25      | 28      | 28      | 27      | DNF     | 16      | 22      | 23      | 22      | 15      | 236    |
| 28                | USA Peter Wells                | 22      | 20      | 23      | 16      | 22      | 29      | 27      | 24      | 30      | 28      | 31      | 241    |
| 29                | RUS Vladimir Moiseev           | 32      | 30      | 30      | 27      | 26      | 12      | 23      | 23      | 28      | 30      | 24      | 252    |
| 30                | GER Toni Wilhelm               | 24      | 27      | 25      | 29      | 17      | 31      | 29      | OCS     | 20      | 21      | OCS     | 260    |
| 31                | CZE Tom Malina                 | 29      | 26      | 32      | 32      | 31      | 26      | 33      | 28      | 29      | 32      | 22      | 285    |
| 32                | URU Angel Segura               | 30      | 33      | 31      | 31      | 29      | 28      | 31      | 25      | 31      | 29      | 29      | 294    |
| 33                | BUL Veselin Nanev              | 33      | DNF     | 33      | 30      | 30      | 32      | 30      | 29      | 33      | 25      | 30      | 305    |
| 34                | SLO Martin Lapos               | 34      | 27      | 34      | 33      | 32      | 27      | 32      | 30      | 34      | 33      | 27      | 309    |

### Classificação diária

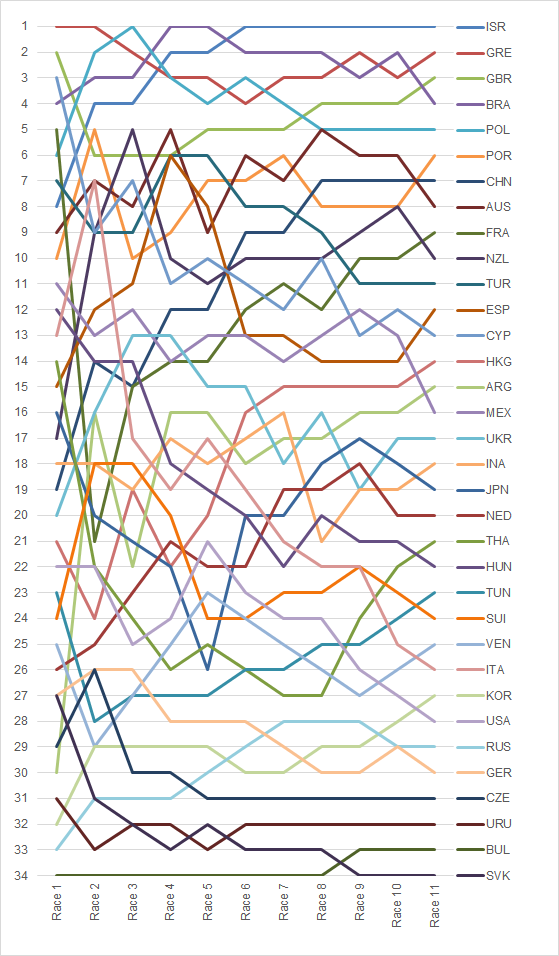
Gráfico mostrando a classificação diária na classe.